# Raymond (Washington)
Raymond je grad u američkoj saveznoj državi Washington. Prema popisu stanovništva iz 2010. u njemu je živjelo 2.882 stanovnika.